# Zagóźdź (gmina)
Zagóźdź (pocz. Zagość lub Zagoźdź) – dawna gmina wiejska istniejąca w latach 1867–1939 w Warszawskiem. Siedzibą gminy były kolejno Wólka Zerzeńska i Zagóźdź (obecnie część Warszawy).

## Historia
Gmina Zagóźdź powstała 13 stycznia 1867 roku w związku z reformą gminną w Królestwie Polskim. Należała do powiatu warszawskiego w guberni warszawskiej.
W okresie międzywojennym gmina Zagóźdź należała do powiatu warszawskiego w województwie warszawskim.
1 stycznia 1925 z części obszaru gminy Zagóźdź utworzono nową gminę Falenica Letnisko:
- Falenica-Wille,
- Józefów,
- Emilianów,
- Miedzeszyn-Wille,
- Zbójna Góra-Radość,
- Kaczy Dół,
- Macierowe Bagno oraz t.zw. "Laski-Osady", czyli część lasów dóbr Wilanów, położona w gminie Zagóźdź.

20 października 1933 gminę Zagóźdź podzielono na 12 gromad (podano skład gromad):
- Błota – Błota (w.), Błota (kol.), Błota (f.) i Zatrzebie (kol. letn.),
- Borków – Borków (w.) i Borków (kol.),
- Dębinka – Dębinka (os.), Świdry Małe (letn.), Świdry Małe (f.), Cieślinek (os.), Dworek (kol.), Emilianów (letn. wille), Urzecze (w.) i Towarzystwo Falenica,
- Julianów – Julianów (w.), Karolew (w.), Skrzypki (w.) i Falenica Stara (w.),
- Las – Las (w.) i Bluszcze (w.),
- Miedzeszyn – Miedzeszyn (w.), Miedzeszyn (f.), Ziętówka (os.) i Jasna (os.),
- Nowa Wieś – Nowa Wieś (w.),
- Świdry Małe – Świdry Małe (w.),
- Wólka Zerzeńska – Wólka Zerzeńska (w.), Wólka Zerzeńska (f.), Borków Dworski (w.) i Kuligów (w.),
- Zagóźdź – Zagóźdź (w.), Zagóźdź (kol.), Ursynówek (os.) i Marysin (os.),
- Zbytki – Zbytki (w.),
- Zerzeń – Zerzeń (w.), Zerzeń (kol.) i Arszemanówka (os.).

9 grudnia 1933 do gminy Zagóźdź z gminy Wawer w tymże powiecie włączono: 
- gromadę Zastów (wieś Zastów, kolonię Sadul i folwark Zastów o nazwie hipotecznej „Dobra Wilanowskie-Zastów folwark”)
- z gromady Wawer – osadę Wawer Nowy położoną po południowo-wschodniej stronie szosy Warszawa-Mińsk Mazowiecki,
- z gromady Wawer – tereny parcelacyjne o nazwie hipotecznej Marysin Wawerski położone po prawej stronie szosy Warszawa-Mińsk Mazowiecki.
- z gromady Gocławek – część osady Gocławek położoną po prawej (południowo-wschodniej) stronie szosy Warszawa-Mińsk Mazowiecki
- tereny parcelacyjne o nazwie hipotecznej „Adamówka Wilanowska”,
- tereny o nazwie hipotecznej „Działki Anin Wawerski”.

25 marca 1938 w gminie Zagóźdź utworzono gromadę Nowy Wawer z miejscowości Nowy Wawer, części osady Gocławek położonej po prawej (południowo-wschodniej) stronie szosy Warszawa–Mińsk Mazowiecki (pozostała część Gocławka została w gminie Wawer, stanowiąc odrębną gromadę) oraz kolonii Zastów, wyłączonych z gromady Zastów w gminie Zagóźdź.
Gminę Zagóźdź zniesiono 1 kwietnia 1939, a jej obszar włączono:
- do gminy Letnisko Falenica:
  - Błota,
  - Borków,
  - Dębinka
  - Julianów,
  - Miedzeszyn (Wieś),
  - Nowa Wieś,
  - Świdry Małe,
  - Wólka Zerzeńska,
  - Zagóźdź;
- do gminy Wawer:
  - Las,
  - Nowy Wawer,
  - Zastów,
  - Zbytki,
  - Zerzeń.

## Zmiany terytorialne
| Miejscowość                      | 1867-01-13 | 1925-01-01     | 1933-12-09     | 1939-04-01     | 1951-05-15   | 1952-07-01     |
| -------------------------------- | ---------- | -------------- | -------------- | -------------- | ------------ | -------------- |
| Bluszcze                         | Zagóźdź    | Zagóźdź        | Zagóźdź        | Falenica Letn. | Warszawa (m) | Warszawa (m)   |
| Błota                            | Zagóźdź    | Zagóźdź        | Zagóźdź        | Falenica Letn. | Warszawa (m) | Warszawa (m)   |
| Błota, Kolonia                   | Zagóźdź    | Zagóźdź        | Zagóźdź        | Falenica Letn. | Józefów      | Józefów (dz)   |
| Borków                           | Zagóźdź    | Zagóźdź        | Zagóźdź        | Falenica Letn. | Warszawa (m) | Warszawa (m)   |
| Dębinka                          | Zagóźdź    | Zagóźdź        | Zagóźdź        | Falenica Letn. | Józefów      | Józefów (dz)   |
| Emilianów                        | Zagóźdź    | Falenica Letn. | Falenica Letn. | Falenica Letn. | Józefów      | Józefów (dz)   |
| Falenica Stara                   | Zagóźdź    | Zagóźdź        | Zagóźdź        | Falenica Letn. | Warszawa (m) | Warszawa (m)   |
| Falenica-Wille (Falenica)        | Zagóźdź    | Falenica Letn. | Falenica Letn. | Falenica Letn. | Warszawa (m) | Warszawa (m)   |
| Józefów                          | Zagóźdź    | Falenica Letn. | Falenica Letn. | Falenica Letn. | Józefów      | Józefów (dz)   |
| Julianów                         | Zagóźdź    | Zagóźdź        | Zagóźdź        | Falenica Letn. | Warszawa (m) | Warszawa (m)   |
| Kaczy Dół (Międzylesie)          | Zagóźdź    | Falenica Letn. | Falenica Letn. | Wawer          | Warszawa (m) | Warszawa (m)   |
| Kuligów                          | Zagóźdź    | Zagóźdź        | Zagóźdź        | Falenica Letn. | Warszawa (m) | Warszawa (m)   |
| Las                              | Zagóźdź    | Zagóźdź        | Zagóźdź        | Wawer          | Warszawa (m) | Warszawa (m)   |
| Marysin Wawerski                 | Zagóźdź    | Wawer          | Zagóźdź        | Wawer          | Warszawa (m) | Warszawa (m)   |
| Miedzeszyn-Wille (Miedzeszyn I)  | Zagóźdź    | Falenica Letn. | Falenica Letn. | Falenica Letn. | Warszawa (m) | Warszawa (m)   |
| Miedzeszyn-Wille (Miedzeszyn II) | Zagóźdź    | Falenica Letn. | Falenica Letn. | Falenica Letn. | Warszawa (m) | Warszawa (m)   |
| Miedzeszyn-Wieś                  | Zagóźdź    | Zagóźdź        | Zagóźdź        | Falenica Letn. | Warszawa (m) | Warszawa (m)   |
| Nowa Wieś                        | Zagóźdź    | Zagóźdź        | Zagóźdź        | Falenica Letn. | Józefów      | Józefów (dz)   |
| Nowy Wawer                       | Zagóźdź    | Wawer          | Zagóźdź        | Wawer          | Warszawa (m) | Warszawa (m)   |
| Radość                           | Zagóźdź    | Falenica Letn. | Falenica Letn. | Falenica Letn. | Warszawa (m) | Warszawa (m)   |
| Sadul                            | Zagóźdź    | Wawer          | Zagóźdź        | Wawer          | Warszawa (m) | Warszawa (m)   |
| Świdry Małe                      | Zagóźdź    | Zagóźdź        | Zagóźdź        | Falenica Letn. | Józefów      | Józefów (dz)   |
| Wólka Zerzeńska                  | Zagóźdź    | Zagóźdź        | Zagóźdź        | Falenica Letn. | Warszawa (m) | Warszawa (m)   |
| Zagóźdź                          | Zagóźdź    | Zagóźdź        | Zagóźdź        | Falenica Letn. | Warszawa (m) | Warszawa (m)   |
| Zastów                           | Zagóźdź    | Wawer          | Zagóźdź        | Wawer          | Warszawa (m) | Warszawa (m)   |
| Zbytki                           | Zagóźdź    | Zagóźdź        | Zagóźdź        | Wawer          | Warszawa (m) | Warszawa (m)   |
| Zbójna Góra                      | Zagóźdź    | Falenica Letn. | Falenica Letn. | Falenica Letn. | Warszawa (m) | Warszawa (m)   |
| Zbójna Góra, cz. lesista         | Zagóźdź    | Falenica Letn. | Falenica Letn. | Falenica Letn. | Sulejówek    | Sulejówek (dz) |
| Zerzeń                           | Zagóźdź    | Zagóźdź        | Zagóźdź        | Wawer          | Warszawa (m) | Warszawa (m)   |